# Candiana
Candiana település Olaszországban, Veneto régióban, Padova megyében. Lakosainak száma 2192 fő (2023. január 1.). Candiana Agna, Arre, Bovolenta, Correzzola, Pontelongo és Terrassa Padovana községekkel határos.

## Népesség
A település népességének változása:
| Lakosok száma | 2377 | 2313 | 2192 |
|               | 2017 | 2018 | 2023 |